# Sarotherodon
Sarotherodon és un gènere de peixos de la família dels cíclids i de l'ordre dels perciformes que es troba a Àfrica i Israel.

## Taxonomia
- Sarotherodon caroli (Holly, 1930)[2]
- Sarotherodon caudomarginatus (Boulenger, 1916)[3]
- Sarotherodon galilaeus(Linnaeus, 1758)[4][5][6][7][8]
  - Sarotherodon galilaeus borkuanus (Pellegrin, 1919)
  - Sarotherodon galilaeus boulengeri (Pellegrin, 1903)
  - Sarotherodon galilaeus galilaeus (Linnaeus, 1758)[9]
  - Sarotherodon galilaeus multifasciatus (Günther, 1903)
  - Sarotherodon galilaeus sanagaensis (Thys van den Audenaerde, 1966)
- Sarotherodon linnellii (Lönnberg, 1903)[10]
- Sarotherodon lohbergeri (Holly, 1930)[2]
- Sarotherodon melanotheron (Rüppell, 1852)[11]
  - Sarotherodon melanotheron melanotheron (Rüppell, 1852)
  - Sarotherodon melanotheron heudelotii (Duméril, 1861)
  - Sarotherodon melanotheron leonensis (Thys van den Audenaerde, 1971)
  - Sarotherodon melanotheron nigripinnis (Guichenot, 1861)
  - Sarotherodon melanotheron paludinosus (Trewavas, 1983)
- Sarotherodon mvogoi (Thys van den Audenaerde, 1965)[12]
- Sarotherodon occidentalis (Daget, 1962)[13]
- Sarotherodon steinbachi (Trewavas, 1962)[14]
- Sarotherodon tournieri (Daget, 1965)[15]
  - Sarotherodon tournieri liberiensis (Thys van den Audenaerde, 1971)
  - Sarotherodon tournieri tournieri (Daget, 1965)[16]